# Banja Luka-i Egyetem
A Banja Luka-i Egyetem (szerb nyelven Универзитет у Бањој Луци) Bosznia-Hercegovina második legrégebbi egyeteme, a felsőoktatás "zászlóshajója" a Boszniai Szerb Köztársaságban. A 2018–2019-es tanévre 11 186 diák íratkozott be.
A QS World University Rankings szerint 2021-ben a Banja Luka-i Egyetem a 301-350. hely között áll a fejlődő európai országok és Közép-Ázsia rangsorában.
Az egyetem azokból a karokból nőtt ki, amelyeket a második világháborút követően alapítottak Banja Lukában, akár független oktatási intézményként, akár a Szarajevói Egyetem tagozataként. A Banja Luka-i Egyetem szoros kapcsolatban áll a volt jugoszláv államok oktatási intézményeivel, elsősorban a szerbiaiakkal.

## Története

### A második világháború utáni évek

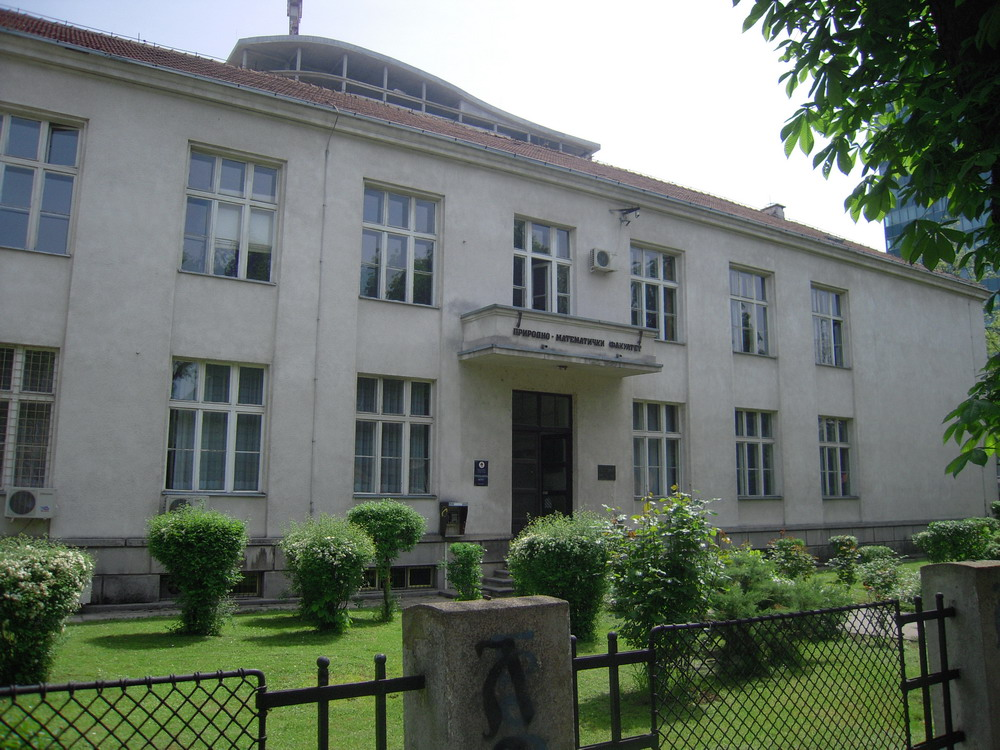
Természettudományi és Matematikai Kar

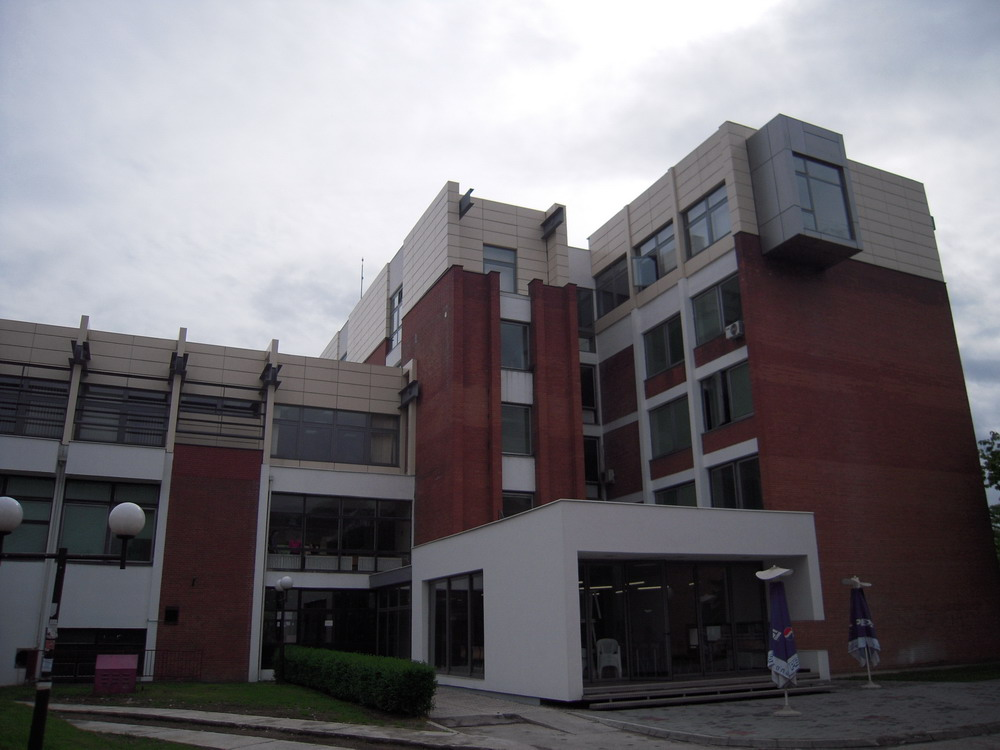
Közgazdaságtudományi Kar

Az első Pedagógiai Iskolát 1950-ben alapították Banja Lukában; az első évben 38 diák íratkozott be. A Műszaki Kar 1961-ben, a Közgazdasági Kar 1969-ben alakult. Ezt követően a Szarajevói Egyetem mérnöki, jogi és közgazdasági karai helyi tagozatokat nyitottak Banja Lukában. A következő négy év alatt mindegyik Banja Luka-i helyi tagozat önálló karrá vált.

### 1975–1992
A Banja Luka-i Egyetemet 1975. november 7-én alapították a Bosznia-Hercegovina Szocialista Köztársaság második egyetemeként. Az 1970-es években a felsőoktatás kiterjesztése zajlott a Jugoszláv Szocialista Szövetségi Köztársaságban; a Banja Luka-i mellett akkor alakult a modern kori Montenegrói Egyetem, Kragujevaci Egyetem, Rijekai Egyetem, Spliti Egyetem, Maribori Egyetem, Eszéki Egyetem, Bitolai Ohridi Szent Kelemen Egyetem, Tuzlai Egyetem és Mostari Egyetem is.
Az első időszakban az egyetemnek szembe kellett néznie az oktató és adminisztratív személyzet hiányával valamint a nem megfelelő tudományos képesítésükkel. 1976-ban az egyetem elkészítette első öt éves fejlesztési tervét, amelyben prioirtásként szerepelt a kollégiumok építése, ösztöndíjak biztosítása, a Központi Ifjúsági Szövetkezet kiterjesztése és megerősítése, sport- és pihenőközpont valamint diákklinika létesítése és a tömegművelődési tevékenységek fejlesztése. 1984-ig az egyetem 13 PhD fokozatot adott ki. Ugyanebben az időszakban az egyetem 47 tankönyvet és 95 tudományos könyvet adott ki.

### 1992–1995: boszniai háború
A boszniai háború időszakában csökkent a diákok és a tanárok száma, és szűkültek az egyetem anyagi forrásai. Az intézmény tevékenysége nem állt le a háború alatt, hanem csökkentett kapacitással működött.

### Legújabb korszak
Ellentétben a Bosznia-hercegovinai Föderációval, ahol a tíz kanton mindegyike saját oktatási minisztériummal rendelkezik, és törvényhozói hatalmat gyakorol a felsőoktatás felett, a Boszniai Szerb Köztársaságban a felsőoktatást a Boszniai Szerb Köztársaság oktatási és művelődési minisztériuma szabályozza. 
A bolognai folyamat teljes körű bevezetése a Banka Luka-i Egyetemen a 2006/2007-es tanévben kezdődött, de egyes karok már korábban elkezdték a reformot.
2011. április 13-a óta a Banja Luka-i Egyetem teljes jogú tagja az Európai Egyetemek Szövetségének. Tagja továbbá a Dunai Rektori Konferenciának, és részt vesz a TEMPUS, CEEPUS programokban.
A 2014-es délkelet-európai árvizeket követően a Ljubljanai Egyetem 25 000 BAM-ot adományozott a Banja Luka-i Egyetem leginkább érintett diákjainak és alkalmazottainak. A prágai Cseh Műszaki Egyetem az árvíz következményeinek elhárításához szükséges műszaki felszerelést adományozott.
A diákcsereprogramokon keresztül az egyetem diákokat fogadott a római La Sapienza Egyetemről, a Plovdivi Egyetemről, a Strasbourgi Egyetemről, a Grazi Egyetemről, az University of the District of Columbiáról, a Prištinai Egyetemről és a freiburgi Albert Ludwig Egyetemről.

## Szervezete

### Karok
Az egyetemet 17 kar alkotja:
- Művészeti Akadémia
- Építészeti és Építőmérnöki kar
- Közgazdasági kar
- Elektromérnöki kar
- Filozófiai kar
- Gépészmérnöki kar
- Bányaamérnöki kar
- Orvostudományi kar
- Agrártudományi kar
- Jogi kar

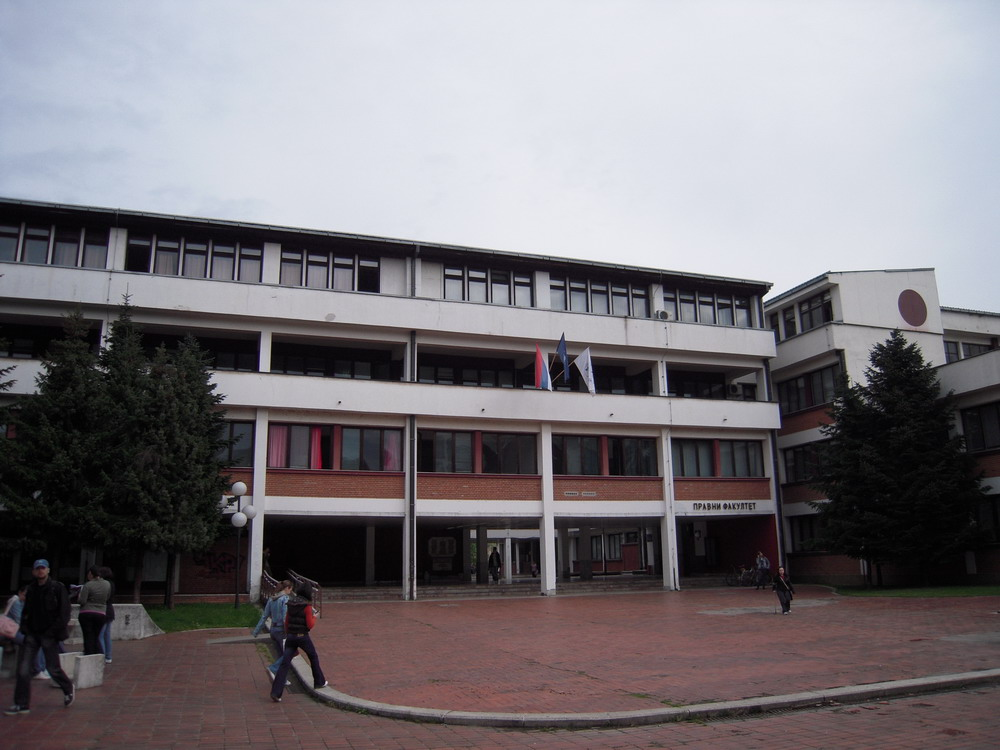
Jogi Kar

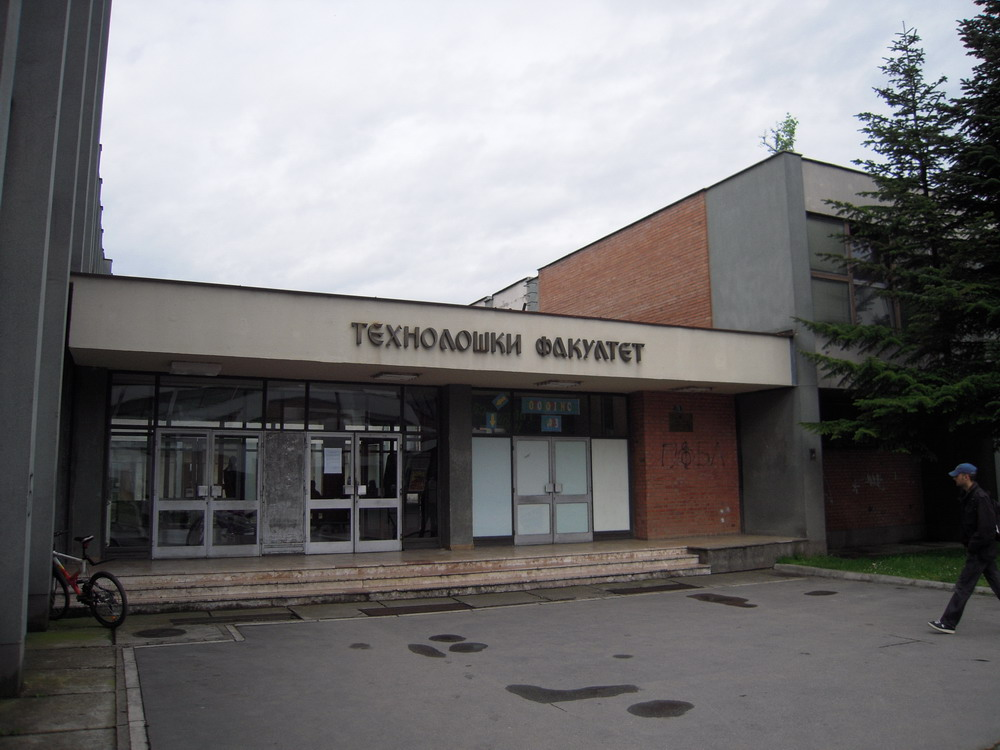
Technológiai Kar

- Természettudományi és matematikai kar (vegyészmérnöki, folyamatmérnöki és biotechnológiai szakirányokat is)
- Erdőmérnöki kar
- Filológiai kar
- Biztonságtudományi kar
- Politikatudományi kar
- Testnevelési- és sport kar

A 17 kar majdnem mindegyike az egyetem két fő campusán található, amelyek az Orbász folyó mellett, a városközpont közelében helyezkednek el.

### Rektorok
Az egyetem korábbi rektorai:
- Dragomir Malić(wd) (1975–1979)
- Ibrahim Tabaković(wd) (1979–1984)
- Dragica Dodig(wd) (1984–1988)
- Rajko Kuzmanović(wd) (1988–1992)
- Dragoljub Mirjanić (1992–2006)
- Stanko Stanić (2006–2016)
- Milan Mataruga (2016–2017)

## Híres tanárok és diákok
- Aleksandra Čvorović író, újságíró
- Borjana Krišto boszniai horvát politikus
- Dragan Bogdanic boszniai szerb politikus
- Drago Prgomet horvátországi parlamenti képviselő
- Igor Crnadak boszniai szerb politikus
- Mladen Ivanić boszniai szerb politikus
- Ognjen Tadić boszniai szerb politikus
- Tanja Stupar-Trifunović költő
- Željka Cvijanović boszniai szerb politikus
- Željko Kopanja boszniai szerb újságíró
- Željko Topić, az Európai Szabadalmi Hivatal alelnöke
- Aleksa Buha filozófus
- Anđelko Habazin horvát filozófus
- Branislav Borenović boszniai szerb politikus
- Ivana Dulić-Marković, az agrártudományi kar tanára
- Ivo Visković szerb politikus
- Miloš Mihajlović szerb zongoraművész
- Miodrag Simović alkotmánybíró
- Nedeljko Čubrilović, a Boszniai Szerb Köztársaság Nemzetgyűlésének szóvivője
- Nikola Srdić szerb klarinétművész
- Nikola Špirić boszniai szerb politikus
- Rade Mihaljčić szrb történész
- Vilim Herman, az Eszéki Egyetem professzora

## Fordítás
Ez a szócikk részben vagy egészben  az   University of Banja Luka című angol Wikipédia-szócikk ezen változatának fordításán alapul.  Az eredeti cikk szerkesztőit annak laptörténete sorolja fel. Ez a jelzés csupán a megfogalmazás eredetét és a szerzői jogokat jelzi, nem szolgál a cikkben szereplő információk forrásmegjelöléseként.